# 曹庶范
曹庶范（20世纪—？），中华人民共和国政治人物。

## 生平
1958年，天津专区和沧县专区合并为新的天津专区。由此新设的中共天津地委中，由八人组成书记处，赵克任第一书记，原中共沧县地委第一书记曹庶范任第二书记。同时，曹庶范兼任天津专区专员公署专员。后任天津市人民委员会副市长，中共天津市委书记处书记。1963年3月11日，中共河北省委决定，撤销中共沧州地委书记处，原第一书记曹庶范任中共沧州地委书记。文革中受到迫害。1982年1月6日，中共沧州地委做出一系列平反决定，即有《为曹庶范、高汉章、吕剑飞平反的决定》。